# Гута (Красницький повіт)
Гута (пол. Huta) — село в Польщі, у гміні Аннополь Красницького повіту Люблінського воєводства.
Населення — 160 осіб (2011).
У 1975-1998 роках село належало до Тарнобжезького воєводства.

## Демографія
Демографічна структура станом на 31 березня 2011 року:
|          | Загалом | Допрацездатний вік | Працездатний вік | Постпрацездатний вік |
| -------- | ------- | ------------------ | ---------------- | -------------------- |
| Чоловіки | 81      | 18                 | 52               | 11                   |
| Жінки    | 79      | 19                 | 43               | 17                   |
| Разом    | 160     | 37                 | 95               | 28                   |